# Guion gráfico
El guion gráfico (también, 

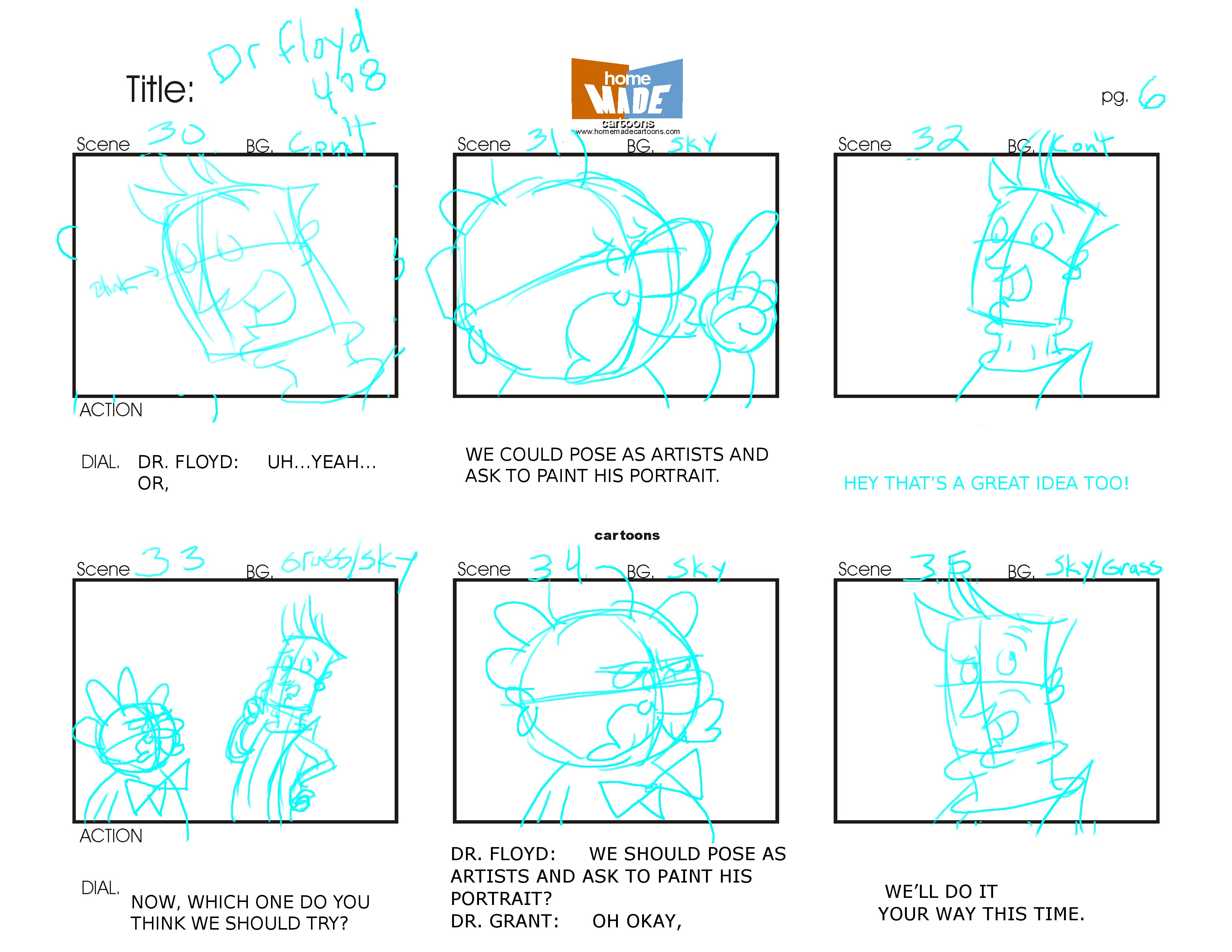
Ejemplo de storyboard

storyboard) es un conjunto de ilustraciones que aparecen en secuencia y que se utilizan como guía para entender una historia, para previsualizar una animación o para seguir la estructura de una película antes de realizarla o filmarla. Es el modo de previsualización que constituye el modo habitual de preproducción en la industria fílmica.
Su función es narrar la historia con pocas (o muchas, dependiendo del dibujante) imágenes secuenciadas y acompañadas de textos, incluyendo el detalle de los planos, personajes, duración del rodaje y un breve recuento de lo que está sucediendo en la toma, que sirve de guía para todos los que participan en la producción y posproducción de la cinta. 
La creación del storyboard se atribuye a Georges Méliès. El proceso de storyboarding, en la forma que se conoce hoy, fue desarrollado por Webb Smith en el estudio de Walt Disney a principios de los años 30, después de varios años de procesos similares que fueron empleados en Disney y en otros estudios de animación. El storyboarding se hizo popular en la producción de películas de acción en vivo a principios de los años 40.

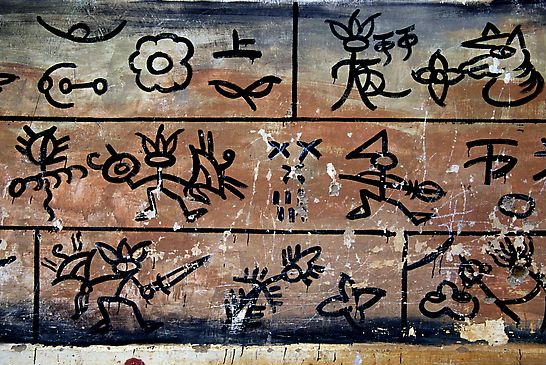
Ejemplo de storyboard

En la creación de una película con cualquier grado de fidelidad a una escritura, un storyboard proporciona una disposición visual de acontecimientos tal como deben ser vistos por el objetivo de la cámara. En el proceso de storyboarding, los detalles más técnicos complicados en el trabajo de una película pueden ser descritos de manera eficiente en el cuadro (la imagen), o en la anotación al pie del mismo.
La elaboración de un storyboard está en función de su uso: en publicidad o videos comerciales o institucionales es mucho más técnico y elaborado para que sirva de guía a cada miembro del equipo de trabajo, mientras que en cine es mucho más general para que el director y el productor aporten su talento y enriquezcan la filmación.
También es posible encontrar storyboards llenos de color o en blanco y negro. En todo caso, su objetivo es la descripción de los aspectos de la grabación, por lo cual también es común su utilización en animaciones, ya sea tradicionales o por computadora.